# Gymnophthalmus
Gymnophthalmus – rodzaj jaszczurek z rodziny okularkowatych (Gymnophthalmidae).

## Zasięg występowania
Rodzaj obejmuje gatunki występujące w Meksyku, Gwatemali, Belize, Hondurasie, Salwadorze, Nikaragui, Kostaryce, Panamie, Wenezueli, Kolumbii, Gujanie, Surinamie, na Gwadelupie, Dominice, Martynice, Saint Lucia, Barbadosie,  Trynidadzie i Tobago, Saint Vincent, Antigui, Saint Kitts, Saint-Barthélemy i w Brazylii. 

## Systematyka

### Etymologia
Gymnophthalmus: gr. γυμνος gumnos „goły, nagi”; οφθαλμος ophthalmos „oko”.

### Podział systematyczny
Do rodzaju należą następujące gatunki: 
- Gymnophthalmus cryptus
- Gymnophthalmus leucomystax
- Gymnophthalmus lineatus
- Gymnophthalmus marconaterai
- Gymnophthalmus pleei
- Gymnophthalmus speciosus
- Gymnophthalmus underwoodi
- Gymnophthalmus vanzoi